# 三角波
三角波（さんかくなみ）とは、進む方向が異なる二つ以上の波が重なり合ってできる、三角状の、波高の高い波のことである。波の峰がとがっている。
例えば、暴風の中心が通る水上などに起こる。暴風域のいたるところで波が発生しているため、それらの波が全て様々な角度で重なりあうためである。また、絶壁や防波堤などの近くでも生ずることがある。入射波と反射波が重なりあうためである。また、潮流の向きと風の向きが反対の場合にも生じる。
船乗りからは大変恐れられている波である。船が下から繰り返し短い周期で突き上げられ揺れ幅がみるみる大きくなったり、あるいは予測不能なタイミングで突発的に突き上げられるようなかたちになり、突然安定を失い沈没させられてしまうことがあるためである。中程度以上の大きさをもつ安定した船であっても、あっけなく沈没させられてしまうことがある。経験豊富な船乗りでも打てる手はあまり無く、できることと言えばせいぜい三角波が生じそうな海域には近付かないこと、また入ってしまった場合はその海域から早く脱出すること。
また、転覆や沈没が避けられない状態に陥ったら、敢えて船体を座礁させることくらいしかない、と言われている。
英語ではpyramidal wave、フランス語ではvagues pyramidales　などと言い、「ピラミッド状の波」と表現されている。